# Kodër Thumanë
Kodër Thumanë là một xã trong quận Krujë thuộc hạt Durrës, Albania. Dân số năm 2005 là 13082 người.